# Муранов, Александр Игоревич
Александр Игоревич Муранов (р. 30 августа 1971 года, г. Ветлуга Горьковской области) — российский юрист, адвокат и учёный-правовед. Кандидат юридических наук (1999), доцент кафедры международного частного и гражданского права Московского государственного института международных отношений (Университета) МИД России. В качестве представителя адвокатского и научного сообщества активно привлекается в экспертные дискуссии и к проработке отдельных общественно-значимых задач, является автором статей, обзоров и иных публикаций, посвященных различным аспектам российского и международного права.
Состоит в Адвокатской палате г. Москвы. Входит в состав Комитета по международной торговле юридическими услугами Международной ассоциации юристов (IBA) (с 2009 года). Состоял арбитром по делам Международного коммерческого арбитражного суда при ТПП РФ (2009—2017), а также арбитром Морской арбитражной комиссии при ТПП РФ (2012—2017).
С 2009 по 2019 год являлся профессором кафедры международного частного права Российской школы частного права, с 2019 года - утратил данный статус.

## Биография
В 1994 году окончил с отличием торговое отделение международно-правового факультета МГИМО (1994 год) и аспирантуру МГИМО по кафедре международного частного и гражданского права (1996 год).
С ноября 1996 года — в МГИМО: преподаватель, старший преподаватель (с августа 1998 года), доцент кафедры международного частного и гражданского права (с августа 2000 года).
27 мая 1999 года защитил в МГИМО диссертацию на соискание ученой степени кандидата юридических наук по теме «Проблема „обхода закона“ в материальном и коллизионном праве» (специальность 12.00.03 — гражданское право; семейное право; гражданский процесс; международное частное право).
Член редакционной коллегии «Вестника международного коммерческого арбитража» (c 2010 года), главный редактор журнала (с 2018 года), также является членом редакционной коллегии «Московского журнала международного права» (с 1999 года).
С 2000 года — адвокат; член Адвокатской палаты города Москвы.
В 2001 году выступил инициатором, составителем, научным редактором и сопереводчиком сборника переводов иностранных нормативных актов «Международное частное право. Иностранное законодательство».
Единственный аналог данного сборника в мире — сборник законодательства разных стран по международному частному праву, выпущенный на немецком языке в 1999 г. в Мюнхене Институтом иностранного и международного частного права общества Макса Планка.
С июня 2003 года — управляющий партнёр коллегии адвокатов «Муранов, Черняков и партнёры».
С декабря 2005 по 2010 год — член Центрального совета Ассоциации юристов России.
С 2009 по 2011 год — советник Президента Федеральной палаты адвокатов Российской Федерации, представитель Федеральной палаты адвокатов Российской Федерации в Совете Международной ассоциации юристов (IBA Council). 
С 2009 года член Комитета по международной торговле юридическими услугами Совета Международной ассоциации юристов (BIC International Trade in Legal Services Committee).
С 2009 года по 2019 год — профессор кафедры международного частного права Российской школы частного права.
С 2009 по 2017 год — арбитр Международного коммерческого арбитражного суда, а с 2012 по 2017 год — арбитр Морской арбитражной комиссии при ТПП Российской Федерации. В 2017 году из-за критики т.н. «третейской олигополии» в РФ был исключён из списка арбитров Международного коммерческого арбитражного суда и Морской арбитражной комиссии, каковое исключение обжаловал в судебном порядке, но безуспешно.
Лауреат Высшей юридической премии «Фемида» в номинации «Адвокатура» (2009 год) .
С 2011 по 2013 год — член Совета Федеральной палаты адвокатов Российской Федерации и заместитель Председателя Морской арбитражной комиссии при ТПП Российской Федерации.

## Юридическая практика
Александр Муранов является управляющим партнером одной из лидирующих российских юридических фирм «Муранов, Черняков и партнёры» (6-е место в 2012 году по размеру выручки среди российских и международных юридических фирм, работающих в России по версии совместного с деловой газетой «Ведомости» рейтинга юридических компаний России «Право.ру — 300».
Международная юридическая директория Chambers Global 2012 рекомендует юридическую фирму «Муранов, Черняков и партнёры» среди лучших юридических фирм в России, а также персонально Александра Муранова как «действительно выдающегося юриста».
С 2003 по 2019 гг. вёл ряд резонансных дел, в том числе:
- представлял ОАО "АК «Транснефтепродукт» в Конституционном Суде Российской Федерации. Жалоба истца о необходимости пересмотра судебных актов по делу о взыскании с неё средств в пользу ОАО "НК «Лукойл» в свете не соответствующей Конституции РФ практики арбитражных судов по толкованию положений закона о силе решений Конституционного Суда РФ была удовлетворена, что широко обсуждалось в деловых[34] и юридических[35] кругах.
- представлял в Конституционном Суде Российской Федерации интересы группы из 131-го депутата Государственной Думы Российской Федерации по запросу о неконституционности предлагаемого к ратификации Государственной Думой РФ международного договора о вступлении России в ВТО. Процесс получил широкий резонанс[36][37][38].
- вместе со вторым управляющим партнёром коллегии «Муранов, Черняков и партнёры» Дмитрием Черняковым и коллегами выиграли дело компании «Северная нефть» по защите прав на пользование недрами крупного месторождения Вал Гамбурцева в судебной войне с участием ОАО "НК «Лукойл», ОАО «Сибнефть», ОАО «ТНК», ОАО "Нефтяная компания «ЮКОС», которая включала более ста разбирательств в ряде регионов России[39].
- обжаловал свое исключение из списков арбитров Международного коммерческого арбитражного суда и Морской арбитражной комиссии при ТПП Российской Федерации. В решении Тверского районного суда города Москвы от 2 августа 2018 года[27], оставленным без изменения вышестоящими инстанциями, в частности, указывается, что в деле приведены мотивы исключения Муранова А.И. из рекомендованных списков арбитров МКАС и МАК, а именно, неоднократное осуществление действий, исключающих возможность рекомендовать его сторонам в качестве арбитра, направление им заявлений об установлении решений МАК, размещение в сети Интернет негативной информации, которая наносит ущерб авторитету МКАС и МАК. В обосновании данной позиции представлено лингвистическое исследование публикаций Муранова А.И. "Третейская олигополия в РФ как главная политическая цель Минюста. Причины ситуаций, "западники" и "славянофилы". Некоторые соображения о будущем"[40], размещенной в сети Интернет, по результатам которого специалист пришел к выводу о том, что текст публикаций Муранова А.И. содержит утверждения о недобросовестности МКАС и ТПП РФ, а также о том, что автором публикации реализуется коммуникативное намерение дискредитировать (нанести репутационный ущерб) МКАС и ТПП РФ, действуя при этом недобросовестно, совершая попытку уйти от ответственности за сказанное в тексте.

### Монографии
- Российское валютное право: регулирование статуса и деятельности адвокатов. — М.: Статут, 2006. 536 с. Тираж 1000 экз. 29,42 а.л. ISBN 5-8354-0377-1[41]
- Российское регулирование отношений с иностранными элементами: некоторые аспекты правового статуса и деятельности иностранных адвокатов. — М.: ОАО «Издательский дом „Городец“», 2006. 144 с. Тираж 1000 экз. 8,58 а.л. ISBN 5-9584-0156-4[42]
- Международный договор и взаимность как основания приведения в исполнение в России иностранных судебных решений. — М.: Статут, 2003. 192 с. Тираж 2000 экз. 11,07 а.л. ISBN 5-8354-0166-3[43]
- Исполнение иностранных судебных и арбитражных решений: компетенция российских судов. — М.: Юридический Дом «Юстицинформ», 2002. 168 с. Тираж 1000 экз. 9,76 а.л. ISBN 5-7205-0443-5[44]

### Составитель и редактор
- Лебедев С. Н. Избранные труды по международному коммерческому арбитражу, праву международной торговли, международному частному праву, частному морскому праву. Сост. А. И. Муранов; МГИМО, Кафедра международного частного и гражданского права. — М.: Статут, 2009. 715, [1] с., [5] л. ил., портр., цв. ил., портр.; 25 см. ISBN 978-5-8354-0624-1[45]
- Яблочков Т. М. Труды по международному частному праву. Науч.ред. и сост. Муранов А. И. — М.: Статут, 2009. 262, [1] с. : портр.; 21 см. ISBN 978-5-8354-0575-6 (Классика российской цивилистики).[46]
- IBA — МЕЖДУНАРОДНАЯ АССОЦИАЦИЯ ЮРИСТОВ: Резолюции, принципы, стандарты, заявления и иные документы. [сост. и науч. ред.: А. И. Муранов]; Междунар. ассоц. юристов, Европейский форум, Ком. по вопросам управления юридической фирмой, Коллегия адвокатов «Муранов, Черняков и партнеры» [и др.]. — М.: Юридический бизнес, 2008. 263 с.; 21 см. ISBN 978-5-903604-06-7[47]
- Справочник диссертаций по юридическим наукам: МГИМО (1949—2007 гг.). Научный редактор А. И. Муранов; составители: А. И. Муранов, И. В. Смирнов, А. О. Никитина. — М.: Издательский Дом «Городец», 2008. 160 с. ISBN 978-5-9584-0197-0[48]
- Международное частное право. Иностранное законодательство / Предисл. А. Л. Маковского; Сост. и научн. ред.: А. Н. Жильцов, А. И. Муранов. — М.: Статут, 2001. 893 с. (Серия: «Современное зарубежное и международное частное право»). Тираж 3000 экз. 23,58 а.л. Общий объём книги: 42,77 а.л. ISBN 5-8354-0066-7.[49]
- Международный коммерческий арбитраж: опыт отечественного регулирования. 80 лет МАК при ТПП СССР/ТПП РФ. 1930-2010 гг.: сб. избр. и аналитич. материалов / Торгов.-пром.палата Российской Федерации, Морская арбитраж. комис. при ТПП РФ, МГИМО (У) МИД РФ, Каф. междунар. част. и гражд. права; сост. и науч. ред. А.И. Муранов.— М.:  Инфотропик Медиа, 2011. - 816 с. - ISBN 978-5-0098-0045-9.
- Международный коммерческий арбитраж: Опыт отечественного регулирования / саморегулирования. 80 лет МКАС при ТПП РФ: 1932-2012: Сборник избранных научных, нормативных, архивных, аналитических и иных материалов. Т 1 / Сост. и науч. ред А.И. Муранов. — М.: Статут, 2012. 592 с. ISBN 978-5-8354-0896-2 (T.1) (в пер.), ISBN 978-5-8354-0895-5.
- Liber Amicorum в честь 50-летия А.Н. Жильцова. Трансграничный торговый оборот и право = Liber Amicorum in honour of 50th anniversary of Alexey Zhiltsov. Transnational trade and law: сб. ст. и эссе: междунар. коммерч. арбитраж,междунар. частное право, сравнительное, гражд. право и процесс, право междунар. торговли, экон. анализ права / сост. и науч. редакторы: А.И. Муранов, В.В. Плеханов. — М.: Инфотропик Медиа, 2013. 292 с. — Парал. тит. л. англ. — ISBN 978-5-9998-0182-1.
- Вопросы международного частного, сравнительного и гражданского права, международного коммерческого арбитража: Liber Amicorum в честь А.А. Костина, О.Н. Зименковой, Н.Г. Елисеева /Сост. и научн. ред С.Н. Лебедев, Е.В. Кабатова, А.И. Муранов, Е.В. Вершинина. — М.: Статут, 2013. 382 с. ISBN 978-5-8354-0923-5 (в пер.)
- Международный коммерческий арбитраж: Опыт отечественного регулирования/саморегулирования. К 80-летнему юбилею МКАС при ТПП РФ: 1932-2013: Сборник избранных научных, нормативных, архивных и иных материалов. Т. II / Сост. и науч. ред. А.И. Муранов. — М.: Статут, 2014. 879 с. ISBN 978-5-8354-0895-5, ISBN 978-5-8354-1033-0 (Т. II) (в пер.)

### Переводы
- Гражданский кодекс Квебека. — М.: Статут, 1999. 472 с. Тираж 1000 экз. ISBN 5-8354-0008-8. [Перевод главы IX «О возврате предоставленного» титула первого книги пятой (c. 261—263), глав VII «О трудовом договоре» и VIII «О договоре подряда или об оказании услуг» титула второго книги пятой (c. 314—320), книги седьмой «О доказывании» и книги восьмой «О давности» (c. 410—425)[50]

### Публикации в научно-практических изданиях
Автор более 100 научных и научно-практических статей на русском и английском языках, включая:
- Россия в ВТО. Новые обязательства / А. И. Муранов // Forbes Online — 2012.[53]
- Вступать в ВТО нельзя воздержаться / Интервью А. И. Муранова // Legal Insight — 2012. — № 6.[54]
- Russian trade-off for WTO / А. И. Муранов // The Lawyer — 2012. — выпуск от 19 июня 2012[55]
- Методические рекомендации касательно применения Гаагских конвенций по вопросам международного частного права и международного гражданского процесса / А. И. Муранов // Вестник ФПА РФ (Федеральной Палаты Адвокатов) — 2012. — № 3. — С. 47-65.[56]
- Смешно, когда к медиаторам предъявляют больше квалификационных требований, чем к третейским судьям: На вопросы главного редактора журнала «ЗАКОН» Яна Пискунова отвечает заместитель председателя Морской арбитражной комиссии при ТПП РФ Александр Игоревич МУРАНОВ // Закон. — 2012, № 3. — С. 32—37[57]
- Обязательства России как будущего члена ВТО в отношении сектора юридических услуг / А. И. Муранов / Закон. — 2012, № 2. — С. 107—128[58]
- ВАС РФ — светлая и темная сторона юридической силы / А. И. Муранов. // Закон. — 2012, № 1. — С. 37—41[59]
- Интервью с А. И. Мурановым (Навстречу юбилею МКАС) // Третейский суд. — 2012, № 1. — С. 18—21.[60]
- Особенности статуса и деятельности МАК: от создания до наших дней / А. И. Муранов // Третейский суд. — 2011, № 1 (73) — С. 33—93.
- Значение МАК для отечественного права, правоприменительной практики, общества и экономики: некоторые примеры / А. И. Муранов // Третейский суд. — 2011, № 1. — С. 33—37[61]
- О причинах создания МАК и основаниях для её независимости и беспристрастности: некоторые практические соображения / А. И. Муранов // Третейский суд. — 2011, № 1. — С. 37—43[62]
- Тенденции развития нормативного регулирования статуса и деятельности МАК / А. И. Муранов // Третейский суд. — 2011, № 1. — С. 43—50[63]
- Влияние английского регулирования на статус и деятельность МАК / А. И. Муранов // Третейский суд. — 2011, № 1. — С. 51—69.[64]
- Попытка внедрения в Гражданский кодекс РФ понятия «обход закона» и российская адвокатура / А. И. Муранов // Адвокат. — 2011, № 4. — С. 5—9[65]
- Серьёзные ошибки, допущенные Россией в отношении сферы юридических услуг в ходе переговоров по вступлению в ВТО / А. И. Муранов // Евразийский юридический журнал. — 2010, № 24. — С. 31—36[66]
- Принципиальная допустимость адвокатской монополии в свете актов Конституционного суда и Конституции РФ / А. И. Муранов // Закон. — 2009, № 4. — С. 53—71[67]
- Вступление России в ВТО: принимаемые Россией обязательства применительно к сфере высшего и иного образования / А. И. Муранов // Закон. — 2009, № 3. — С. 101—122[68]
- Советское наследие в понятии «арбитраж» и его влияние на обязательства России перед ВТО применительно к сфере оказания платных юридических услуг: неточность Министерства экономического развития и торговли России. / А. И. Муранов //Третейский суд. — 2008, № 1. — С. 6—20[69]
- Мировые соглашения в делах о приведении в исполнение решений международного коммерческого арбитража / А. И. Муранов, Д. Л. Давыденко // Закон. — 2008, № 8. — С. 131—145[70]
- Отечественная история нормативной регламентации номенклатур специальностей научных работников применительно к юриспруденции / А. И. Муранов, Л. С. Балеевских // Известия высших учебных заведений. Правоведение. — 2008, № 5. — С. 243—259[71]
- Внешняя торговля юридическими услугами в Российской Федерации / А. И. Муранов // Закон. — 2008, № 4. — С. 41—64.[72]
- Бесплатная юридическая помощь адвокатов и государственные закупки в свете глобализации и вступления России в ВТО: Оплошность министерства экономического развития и торговли РФ /А. И. Муранов. // Законодательство. — 2008, № 2. — С. 56—68.[73]
- Последствия вступления России в ВТО для российских адвокатов / А. И. Муранов // Закон. — 2008, № 1. — С. 165—183[74]
- Вопрос о распространении на Российскую Федерацию раздела 2 (а) ст. VIII Учредительного соглашения Международного валютного фонда / А. И. Муранов // Московский журнал международного права. 2006, № 3. — С. 124—153.[75]
- «Обход закона» в международном частном праве: мнимость актуальности и надуманность проблем / А. И. Муранов // Законодательство. — 2004, № 7, С. 67—73; № 8, С. 44—54.[76]
- Действительное третейское соглашение и проблема прекращения производства по делу в Российском государственном суде / А. И. Муранов // Законодательство. — 2002, № 10. — С. 65—73.[77]
- Некоторые аспекты правила реrреtuatiо jurisdictionis применительно к международному коммерческому арбитражу и государственным арбитражным судам. / А. И. Муранов. // Третейский суд. — 2001, № 5/6,[78]

### Интернет-ресурсы
А. И. Муранов является инициатором, автором и составителем ряда справочных интернет-ресурсов:
- www.naukaprava.ru — онлайн-библиотека оцифрованных юридических документов со времен Российской империи[79];
- www.kslitigation.ru — обращения в Конституционный СУД РФ: практические аспекты[80];
- www.russia-wto.ru — правовые последствия вступления России в ВТО для различных секторов экономики (юридические обзоры по различным секторам услуг в бесплатном доступе)[81];
- www.wto-legalservices.ru — вступление России в ВТО: влияние на сферу торговли юридическими услугами в России (архив научных работ, статей, обзоров и новостей по теме)[82];
- www.constitution48.ru — введение в России квалификационных требований к юристам (архив статей различных авторов по теме, аргументы за и против)[83];
- www.obhoduzakona.net — понятие «обход закона»: внедрение в российское право (определение и архив статей по теме)[84];
- www.privintlaw.ru — международное частное право в России (архив научных трудов и статей по МЧП на русском и английском языках, информация о защищенных в России диссертациях, библиографиях, российских и иностранных специализированных периодических изданиях, сайтах и базах данных, сборниках статей по МЧП, о деятелях российского МЧП и их научных трудах)[85];
- www.iurisprudentia.ru — Ассоциация исследователей международного частного и сравнительного права (исследовательская работа в сферах права международной торговли, международного частного и сравнительного права, публично-правового регулирования трансграничных отношений, а также в некоторых областях международного публичного права — информация о работе и опубликованные научно-практические статьи, учебные и справочные издания).[86].